# إبراهيم زايد
إبراهيم زايد لاعب كرة قدم سعودي ويلعب في مركز حارس مرمى ويلعب حالياً مع نادي الحزم السعودي.

## مسيرة اللاعب
لعب سابقاً لأندية الشباب و الهلال و الفيصلي و الوشم و الطائي.

## الحياة الشخصية
هو شقيق اللاعب مبروك زايد .

## روابط خارجية
- إبراهيم زايد على موقع قاعدة بيانات كرة القدم.إي يو (الإنجليزية)
- إبراهيم زايد على موقع Soccerway.com (الإنجليزية)
- إبراهيم زايد على موقع كووورة